# Ede, Östersunds kommun
Ede är en by i Lockne distrikt (Lockne socken) i Östersunds kommun, Jämtlands län. Byn ligger söder om Brunflo vid länsväg Z 658, cirka en kilometer från E45.